# NGC 102
Az NGC 102 egy küllős spirálgalaxis a Cetus (Cet) csillagképben.

## Felfedezése
Az NGC 102 galaxist F. P. Leavenworth fedezte fel 1886-ban.

## Tudományos adatok
A galaxis 7330 km/s sebességgel távolodik tőlünk.